# NGC 4282
NGC 4282 este o galaxie lenticulară situată în constelația Fecioara. A fost descoperită în 26 mai 1864 de către Albert Marth. Se află la o distanță de 18,92 megaparseci de Pământ.